# Juan Bautista Arriaza
Juan Bautista Arriaza y Superviela (ur. 27 lutego 1770, zm. 22 stycznia 1837) – hiszpański poeta neoklasyczny i preromantyczny.
W młodości był członkiem marynarki wojennej i zwolennikiem absolutyzmu Ferdynanda VII. Jest znany głównie dzięki swoim patriotycznym wierszom poświęconym hiszpańskiej wojnie niepodległościowej.

## Dzieła
- Primicias, 1796
- Arte poética, 1807 (przekład L'Art poétique Nicolasa Boileau, 1674)
- Poesías patrióticas, 1810
- Poesías líricas, 1829
- Terpsícore o las gracias del baile, 1936.